# Даворин Тръстеняк
 Тази статия е за словенския духовник и писател.  За хърватския педагог, вижте Даворин Тръстеняк (педагог).  
Даворин Тръстеняк (на словенски: Davorin Trstenjak) е словенски либерален католически духовник от XIX век, книжовник, публицист, историк, представител на романтизма, основател и пръв председател на Дружеството на словенските писатели.

## Биография
Роден е на 8 ноември 1817 година във фермерското семейство на Антон и Мария (по баща Корошак) в Кралевци, Херцогство Щирия в Австрийската империя. Учи в начално училище от 1825 до 1827 година във Видем, където учителят му го запалва по събирането на народни песни. По-късно от 1827 до 1829 година учи в немско училище в Бад Радкерсбург (на словенски Радгона), където се запознава с филолога Петер Дайнко, с когото стават близки приятели и от когото получава първите си уроци по словенска граматика. Учи в гимназия в Марибор от 1830 до 1836 година и по-късно в лицей в Грац, където става привърженик на илирийското движение – романтично националистическо движение, което се бори за културно и езиково единство на южнославянските народи.
Учи богословие от 1840 година в Грац и след като завършва, в 1844 година е ръкоположен за свещеник и служи като капелан в долнощирските села Сливница при Марибору (1844 - 1846), Лютомер (1847), Хайдина (1848) и в град Птуй (1849 - 1850). От 1850 до 1861 година е капелан, а по-късно е гимназиален учител в Марибор по вероучение и за известно време по словенска история и география. От 1861 до 1868 година е енорийски свещеник в Шентюр, от 1868 до 1879 година в Пониква, а от 1879 до смъртта си служи в Стари търг край Словен градец.
Умира на 2 февруари 1890 година в Стари търг.

## Дейност

### Филология и история
Тръстеняк си сътрудничи със словенско-хърватския поет и етнолог Станко Враз. Повлиян от теориите на Ян Колар и Павел Шафарик, двама влиятелни шечки филолози, застъпващи панславистки идеи, Тръстеняк пише няколко книги на историческа тема, в които твърди, че славяните са най-древният народ в Европа (предшественик на венетската теория). Тръстеняк обаче се отказва от тези си твърдения, след като разбира, че са несъстоятелни от научна гледан точка.

### Национално възраждане
По време на Пролетта на народите в 1848 година Тръстеняк става голям поддръжник на програмата Обединена Словения. Като близък саратник на Матия Майар, автор на програмата, Тръстеняк помага в събирането на подписи в подкрепа на създаването на политическо обединени, включващо всички словенски етнически територии. След 1849 година Тръстеняк установява контакти с Янез Блейвайс и Ловро Томан, които стават лиреди на Словенското национално движение в 50-те и 60-те години на XIX век. В 1863 година Тръстеняк е един от основателите на престижното издателство и научно сдружение Словенска матица. Той също така е съратник на епископ Антон Мартин Сломшек. В 1877 година, по инициатива на Даворин Тръстеняк, е поставена мраморна паметна плоча на Сломшек на родната му къща в Унише.